# Bolivar E. Kemp

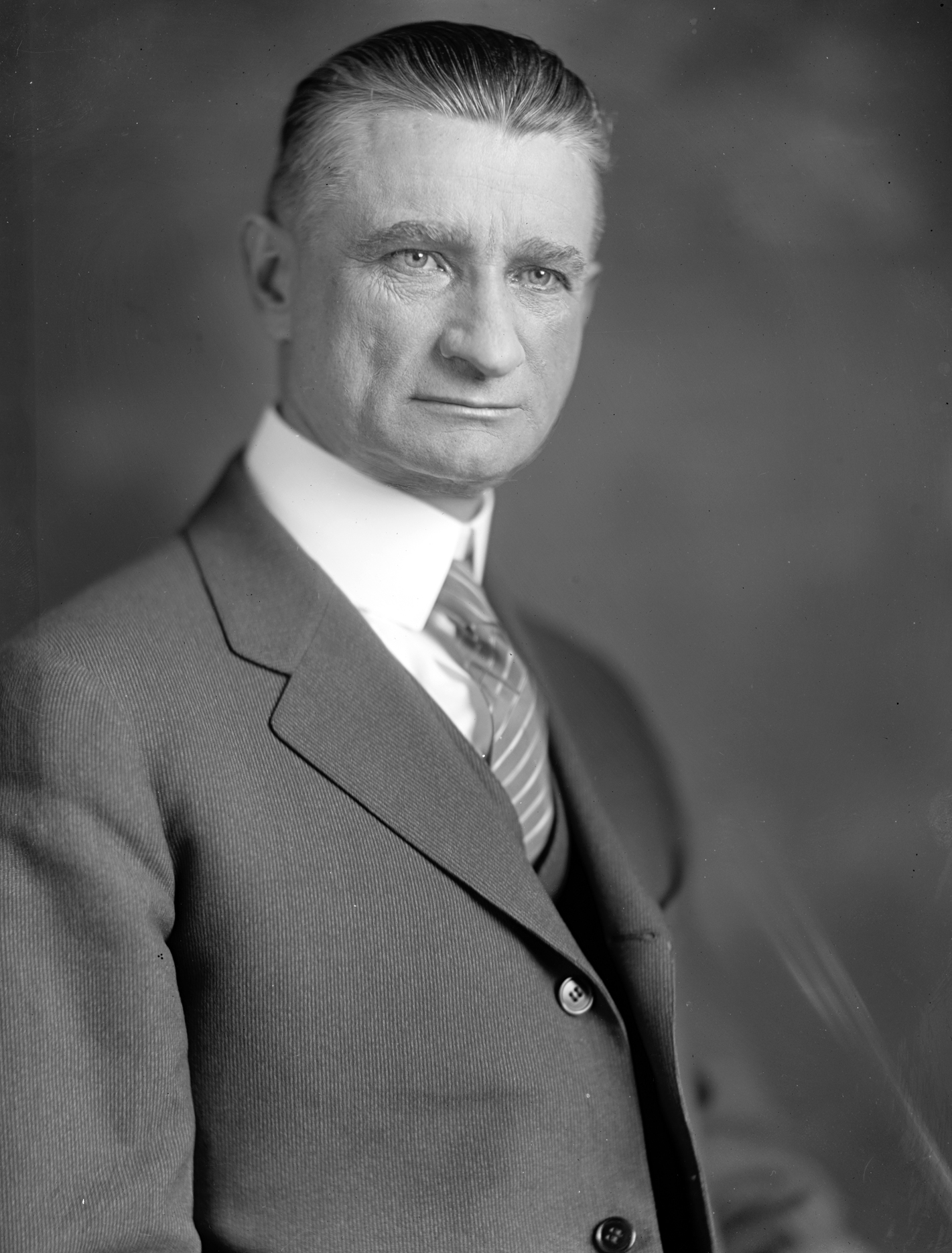
Bolivar E. Kemp

Bolivar Edwards Kemp (* 28. Dezember 1871 bei Amite, Louisiana; † 19. Juni 1933 ebenda) war ein US-amerikanischer Politiker. Zwischen 1925 und 1933 vertrat er den Bundesstaat Louisiana im US-Repräsentantenhaus.

## Werdegang
Bolivar Kemp besuchte sowohl private als auch öffentliche Schulen in seiner Heimat. Danach studierte er an der Louisiana State University in Baton Rouge. Nach einem anschließenden Jurastudium an der Tulane University in New Orleans und seiner 1897 erfolgten Zulassung als Rechtsanwalt begann er in Amite in diesem Beruf zu arbeiten. Außerdem wurde er in der Landwirtschaft und im Speditionsgeschäft sowie im Bankgewerbe tätig. Ab 1910 war er Vorstandsmitglied der Louisiana State University.
Politisch war Kemp Mitglied der Demokratischen Partei. Bei den Kongresswahlen des Jahres 1924 wurde er im sechsten Wahlbezirk von Louisiana in das US-Repräsentantenhaus in Washington, D.C. gewählt, wo er am 4. März 1925 die Nachfolge von George K. Favrot antrat. Nach vier Wiederwahlen konnte er bis zu seinem Tod am 19. Juni 1933 im Kongress verbleiben. Ab dem 4. März 1933 war er Vorsitzender des Ausschusses, der sich mit der Verwaltung der amerikanischen Territorien befasste.
Über seine Nachfolge kam es in den folgenden Monaten in Louisiana zu politischen Turbulenzen. Gouverneur Oscar K. Allen versuchte die Wahl von Kemps Witwe Lallie durchzusetzen. Dies stieß aber innerhalb der Demokratischen Partei auf entschiedenen Widerstand. Dort unterstützte man Jared Y. Sanders. Nachdem beide Kandidaten nach jeweils umstrittenen Wahlen dem Kongress als Nachfolger von Kemp vorgeschlagen wurden, ordnete dieser erneute Nachwahlen an, bei denen dann Lallie Kemp auf eine Kandidatur verzichtete. Die Wahl wurde dann von Sanders gewonnen, der am 1. Mai 1934 seinen Sitz im Repräsentantenhaus einnehmen konnte.